# اکو رنجر
اکو رنجر (به انگلیسی: Echo Ranger) یک زیردریایی است که طول آن ۵٫۵ متر (۱۸ فوت) و ارتفاع آن ۱٫۲۷ متر (۴ فوت ۲ اینچ) می‌باشد.